# Лемменс, Бернар
Бернар Лемменс (нидерл. Bernard Lemmens; 31 марта 1962,) — бельгийский шашист, специализирующийся в международных шашках. Шестикратный чемпион Бельгии. Мастер ФМЖД.
FMJD-Id: 10098.

## Спортивная биография
Вместе с Патриком Казарилом в 1985—1988 прервали гегемонию братьев Ферпостов (Гуго и Оскар), выигравшие с 1951 по 1984 годы, за исключением 1962 года, все национальные титулы. Патрик стал чемпионом в 1985, 1986 гг., Бернар — в 1987-м. Тем не менее, ни разу не участвовал на чемпионатах мира и Европы. Не выступает ни за какой клуб. Юниором участвовал в первенствах мира (лучший результат — 5 место в финале 1980 года). Единственное исключение — Всемирные Интеллектуальные Игры 2008 года в Пекине.
Интеллектуальные Игры
2008 — классика: 39 место в группе «Китайская стена», не вышел в плей-офф
— рапид: 76 место из 140
первенства мира
— 1979, разделил с земляком Danny Verschueren 9-10 место из 12
— 1980 — 5 место в финале
— 1981 — 4-7 место в полуфинале, не вышел в финал
на национальном уровне
— Чемпион Бельгии 1987, 1993, 2000, 2006, 2008 и 2011
— Чемпион Бельгии (рапид) 1988 и 1993
— В 1988, 2004 годах — вице-чемпион Бельгии.
— В 1981, 1982, 1994, 1997, 2012 — третий призёр Бельгии.